# 강동구 을
서울 강동구 을은 대한민국의 국회의원 선거구이다. 서울특별시 강동구 일부 지역을 관할한다. 현 지역구 국회의원은 더불어민주당의 이해식이다.

## 역사
1988년 대한민국 제13대 국회의원 선거를 앞두고 신설되었다. 신설 당시 천호동, 성내동, 둔촌동이 강동구 을에, 나머지 지역인 하일동, 상일동, 명일동, 고덕동, 암사동, 길동은 강동구 갑에 포함되었다.
대한민국 제22대 국회의원 선거를 앞두고 강동구 갑 선거구에 포함되어 있던 길동을 편입했다.

## 관할 구역
| 대수      | 관할 구역                                                                                                |
| --------- | --- |
| 13대      | 강동구 천호제1동, 천호제2동, 천호제3동, 천호제4동, 성내제1동, 성내제2동, 둔촌제1동, 둔촌제2동            |
| 14대~18대 | 강동구 천호제1동, 천호제2동, 천호제3동, 천호제4동, 성내제1동, 성내제2동, 성내제3동, 둔촌제1동, 둔촌제2동 |
| 19대~21대 | 강동구 천호제1동, 천호제2동, 천호제3동, 성내제1동, 성내제2동, 성내제3동, 둔촌제1동, 둔촌제2동            |
| 22대~     | 강동구 천호제1동, 천호제2동, 천호제3동, 성내제1동, 성내제2동, 성내제3동, 길동, 둔촌제1동, 둔촌제2동      |

## 역대 국회의원
| 선거   | 정당 | 정당         | 의원   |
| ------ | ---- | ------------ | ------ |
| 1988년 |      | 민주정의당   | 김중위 |
| 1992년 |      | 민주자유당   | 김중위 |
| 1996년 |      | 신한국당     | 김중위 |
| 2000년 |      | 새천년민주당 | 심재권 |
| 2004년 |      | 열린우리당   | 이상경 |
| 2008년 |      | 한나라당     | 윤석용 |
| 2012년 |      | 민주통합당   | 심재권 |
| 2016년 |      | 더불어민주당 | 심재권 |
| 2020년 |      | 더불어민주당 | 이해식 |
| 2024년 |      | 더불어민주당 | 이해식 |

## 역대 선거 결과

### 대한민국 제13대 국회의원 선거
|  | 30.04% |

|  | 26.59% |

|  | 25.62% |

|  | 13.14% |

|  | 1.94% |

|  | 1.92% |

|  | 0.71% |

### 대한민국 제14대 국회의원 선거
|  | 35.46% |

|  | 34.10% |

|  | 26.97% |

|  | 3.45% |

### 대한민국 제15대 국회의원 선거
|  | 40.37% |

|  | 32.36% |

|  | 15.36% |

|  | 10.32% |

|  | 0.89% |

|  | 0.68% |

### 대한민국 제16대 국회의원 선거
|  | 48.43% |

|  | 42.33% |

|  | 5.38% |

|  | 3.84% |

### 대한민국 제17대 국회의원 선거
|  | 40.11% |

|  | 38.84% |

|  | 16.40% |

|  | 3.35% |

|  | 1.27% |

### 대한민국 제18대 국회의원 선거
|  | 54.50% |

|  | 39.44% |

|  | 4.70% |

|  | 1.34% |

### 대한민국 제19대 국회의원 선거
|  | 54.16% |

|  | 45.83% |

### 대한민국 제20대 국회의원 선거
|  | 41.15% |

|  | 37.96% |

|  | 20.88% |

### 대한민국 제21대 국회의원 선거
|  | 54.54% |

|  | 42.04% |

|  | 2.76% |

|  | 0.64% |

### 대한민국 제22대 국회의원 선거
|  | 53.55% |

|  | 44.68% |

|  | 1.76% |